# 124 (число)
124 (сто двадцать четыре) — натуральное число, расположенное между числами 123 и 125. Оно не является простым числом, а относительно последовательности простых чисел расположено между 113 и 127.
- 124 день в году — 4 мая (в високосный год — 3 мая)

## В математике
- Каждая цифра в этом числе равна предыдущей, умноженной на 2. Другими словами, цифры образуют геометрическую прогрессию со знаменателем 2.
- 124 — чётное составное трёхзначное число.
- Сумма цифр этого числа — 7
- Произведение цифр этого числа — 8
- Квадрат числа 124 — 15376
- Неприкосновенное число
- Недостаточное число
- Одиозное число
- Составное число
- Сфеническое число

{\displaystyle 3+3^{0}+3^{1}+3^{2}+3^{3}+3^{4}=124}

## В других областях
- 124 год.
- 124 год до н. э.
- ASCII-код символа "|".
- «Сто двадцать четыре священные истории» (11-е изд. Москва, 1865) — перевод известных «Библейских историй» Гюбнера («Biblische Historien»; 1714)[2].